# Veli Lošinj
Veli Lošinj is een plaats op het eiland Losinj, gelegen in de Adriatische Zee en behorend tot Kroatië.
Deze plaats ligt aan de zuidoostelijke kant van het eiland, gelegen in een smalle baai, aan de voet van de St. Ivan heuvel. Veli Lošinj telt ca. 1000 inwoners en is daarbij een dorp met een uitstraling van een stad. Het heeft een rijke geschiedenis en dat is onder andere te zien door de hoge huizenrijen om de haven en de vele prachtige villa's met mooie tuinen.